# راهبرد
راهبرد یا اِستراتِژی (به انگلیسی: Strategy) به معنی تعیین اهداف و طرح نمودن برنامه‌ای برای رسیدن به آنهاست. به بیان دیگر راهبرد طرح درازمدتی است که برای نیل به یک هدف بلند مدت مشخص طراحی و تبیین می‌شود. راهبرد مفهومی‌ست که از عرصه نظامی نشأت گرفته و بعداً در سایر عرصه‌ها از جمله اقتصاد، بازرگانی و به ویژه عرصه سیاست و مملکت‌داری از کاربرد زیادی برخوردار شده‌است.

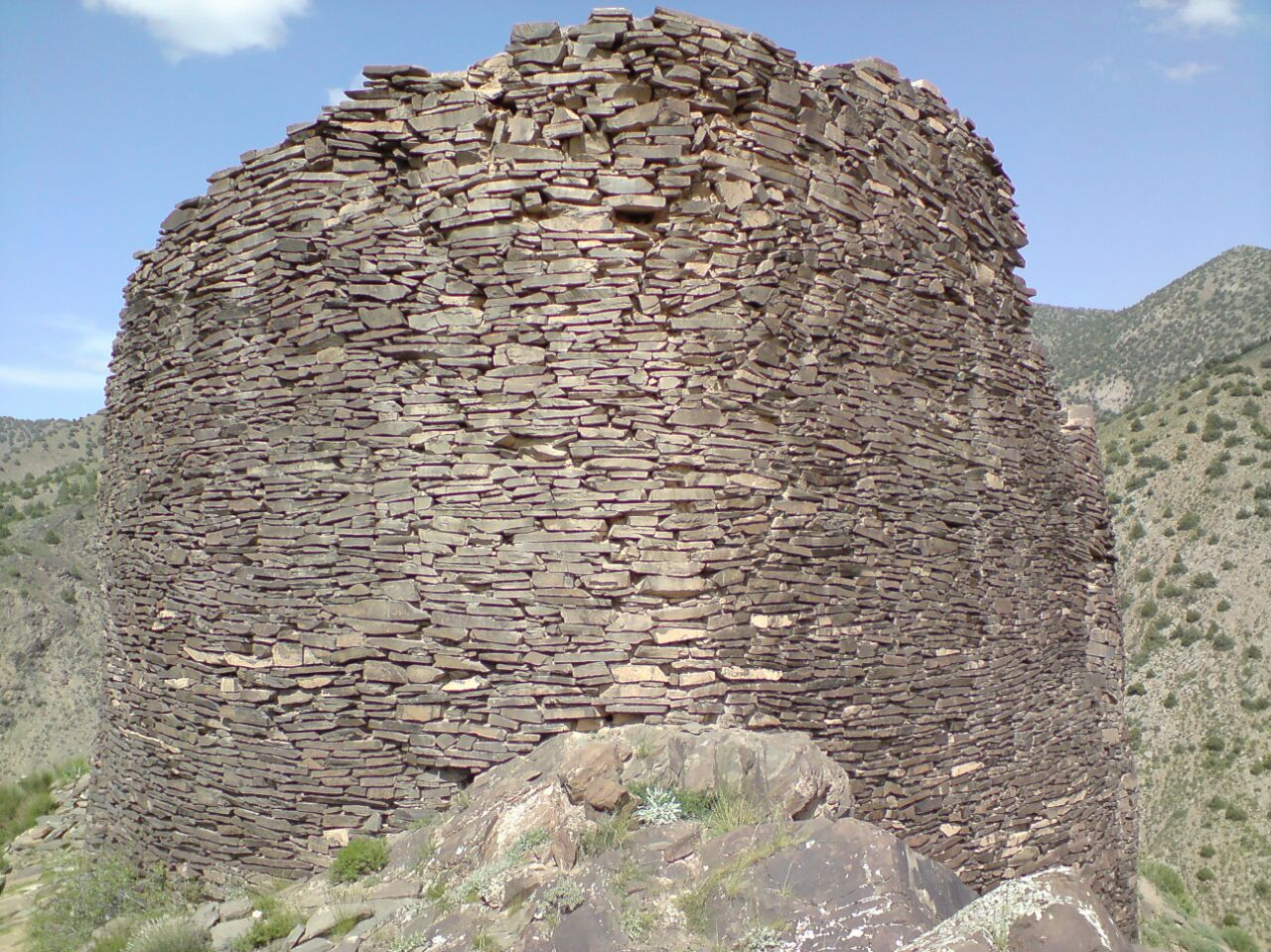
دژ كليم - دژها در جاهای راهبردی ساخته می‌شوند، چون بلند هستند و یک سرزمين پهناور را در ديدرس خود دارند.

## ریشه‌شناسی
ریشه واژه «استراتژی» واژه یونانی «استراتِگیا» (Strategia) به معنای «فرماندهی و رهبری» است. اکنون معنای ساده استراتژی عبارت است از: یک طرح عملیاتی به منظور هماهنگی و سازماندهی اقدامات برای دستیابی به هدف. مفهوم لغوی استراتژی: واژه استراتژی از کلمه یونانی (استراتگوس) Strategos گرفته شده‌است. استراتگوس یا (استراتژ) به معنای لشکر است. استراتگوس به معنی فرماندهی ارتش هم به کار می‌رفت. به‌طور مثال، ارتش یونان باستان که از گروه‌های کوچک سربازانِ متعلق به خاندان‌های یونانی تشکیل شده بود، توسط افرادی به نام «استراتگوس» فرماندهی می‌شد. علاوه بر این، معانی زیر نیز برای استراتژی مطرح شده‌است: فن اداره جنگ، فن فرماندهی، فن جنگ و طرح نقشه برای جنگ.

## مفهوم نظامی
راهبرد نظامی عموماً به استفاده از کل نیروها، در زمان صلح و جنگ، از طریق برنامه‌ریزی و توسعه در مقیاس بزرگ، برای اطمینان از امنیت و پیروزی است. به‌طور جزئی تر راهبرد نظامی به نقل و انتقال نیروها در پشت جبهه جنگ و در جبهه پیش از درگیر شدن با دشمن است. هنگامی که نیروهای نظامی در جبهه با نیروهای دشمن درگیر می‌شوند این دیگر راهکنش (تاکتیک) است و نه راهبرد. در دوران گذشته به ویژه در عصر جنگ‌های ناپلئونی تمایز آشکاری بین راهبرد و راهکنش وجود داشت و راهبرد به آنچه در پشت جبهه می‌گذشت مربوط بود و راهکنش به هدایت جنگ در میدان نبرد.

## کاربرد غیرنظامی
راهبرد شامل زمینه‌های کاری گوناگون می‌شود از جمله:
- راهبرد نظامی
- راهبرد بازاریابی
- مدیریت راهبردی
- راهبرد نظری بازی‌ها

## راهبرداقتصادی
- راهبرد برنامه‌ریزی پی‌زبان‌شناسی (شناخت رابطه اعصاب با زبان)

از ابتدای قرن بیستم با ظهور واژه «خط مشی و سیاست ملی» راهبرد در جایگاهی بین راهکنش و سیاست ملی قرار گرفت. این وضعیت موجب شد تا تعاریف سیاست ملی، راهبرد و راهکنش در دوران جنگ جهانی اول که از گستردگی زیادی برخوردار بود و کشورهای درگیر مجبور به نبرد در چند جبهه بودند ناکارا جلوه کند.
در پاسخ به این امر واژه و مفهوم جدیدی یعنی واژه «راهبرد کلان» (grand strategy) ظهورکرد که در واقع به نوعی ترکیب مفهوم راهبرد و سیاست ملی بود. راهبرد کلان مفهومی بود که در چارچوب آن راهبردهای بخشی همچون راهبرد نظامی، راهبرد اقتصادی، راهبرد سیاسی و راهبرد بازرگانی کشور قرار می‌گرفت.
مفهوم راهبرد در عرصه سیاست از کاربرد زیادی برخوردار است. کارل فون کلازوتیز که از استراتژیست‌های بزرگ جهان بوده، گفته‌است جنگ ادامه سیاست به شیوه‌های دیگر است. بر همین اساس در گذشته وقتی سیاست تبدیل به شیوه‌های نظامی شد و راهبرد لقب می‌یافت بعداً خود واژه راهبرد برای برنامه سیاسی کلان کشور مورد استفاده قرار گرفت.
امروزه علاوه بر فرماندهان نظامی و سیاستمداران، دست‌اندرکاران امور بازرگانی، اقتصاددانان، کارفرمایان عرصه صنعت نیز دارای راهبرد هستند. حتی افراد عادی نیز در زندگی روزانه خود از راهبردهای گوناگونی همچون کاهش هزینه، کاهش وزن و… سخن می‌گویند. البته در اینجا راهبرد به مفهوم هدف نیست بلکه اقدامات و برنامه‌هایی برای رسیدن به اهداف از پیش تعیین شده، می‌باشد. راهبرد چگونگی دستیابی به اهداف را مشخص می‌کند و به این که اهداف چه چیز هستند یا چه باید باشند یا چگونه باید تعیین شوند کاری ندارد.

## مفهوم اصطلاحی راهبرد
استراتژی در معنای اصطلاحی جدید به این صورت تعریف می‌شود:
فن و علم توسعه و به‌کارگیری قدرت سیاسی، اقتصادی، فرهنگی و نظامی ملت، هنگام جنگ و صلح، به منظور تأمین حداکثر پشتیبانی از سیاستهای ملی و افزایش احتمال دستیابی به نتایج مطلوب برای کسب حداکثر پیروزی و حداقل شکست. هرگاه قدرت سیاسی، نظامی، فرهنگی و اقتصادی، در جهت دستیابی به اهداف نظامی یک ملت به کار رود، استراتژی نظامی نامیده می‌شود به همین ترتیب برای هر یک از ابعاد سیاسی، فرهنگی و اقتصادی نیز می‌توان یک تعریف از استراتژی ارائه داد. راهبرد در معنای قدیمی خود به مفهوم به‌کارگیری همه امکانات کشور برای دست یافتن به هدف‌های نظامی بود، اما به تدریج استراتژی از بُعد نظامی محض، فاصله گرفت و در حال حاضر اهداف نظامی، بخشی از اهداف ملی یک کشور را تشکیل می‌دهد.

## تعریف راهبرد و مدیریت راهبردی
از این دو اصطلاح تعاریف مختلفی در دسترس است. هنر و علم تدوین سند راهبردی، اجرا و ارزیابی تصمیم‌گیری‌ها وظیفه‌ای چند گانه است که کسب و کار را قادر می‌کند به هدف‌های طولانی مدت خود دست پیدا کنند. از این تعریف این‌طور بر می‌آید که در مدیریت استراتژیک برای به دست آوردن موفقیت در کسب و کار بر چند عامل هماهنگ‌کردن مدیریت، بازاریابی، امور مالی، تولید، تحقیق و توسعه و سیستم‌های اطلاعات کامپیوتری تأکید می‌شود.

## در تئوری مدیریت
راهبرد عالی‌ترین سطح از میان سطوح ۴ گانهٔ مدیریت است؛ که این ۴ سطح عبارتند از:
1. سطح راهبردی
2. سطح عملیاتی
3. سطح تاکتیکی (راهکنشی)
4. سطح تکنیکی (فنی)

راهبرد کسب و کار به عنوان زمینه‌ای برای مطالعه و استفاده از دهه ۱۹۶۰ پدیدار گشت به طوری که تا پیش از آن واژه‌های «راهبرد» و «رقابت» به ندرت در متون علمی مدیریت به کار رفته‌است.
هنری مینتزبرگ پنج تعریف از راهبرد را در تئوری مدیریت ارائه کرد:
راهبرد به عنوان برنامه - یک مسیر عملی جهت دار برای دستیابی به مجموعه ای از اهداف مورد نظر. مشابه مفهوم برنامه‌ریزی راهبردی.
راهبرد به عنوان الگوی - یک الگوی مداوم از رفتار گذشته، با راهبرد تکامل یافته در طول زمان و نه برنامه‌ریزی شده یا در نظر گرفته شده. در جایی که الگوی تحقق یافته با هدف متفاوت باشد، او از این استراتژی به عنوان ظهور یاد می‌کرد.
راهبرد به عنوان موقعیت‌یابی - قرار دادن مارک‌ها، محصولات یا شرکت‌ها در بازار، بر اساس چارچوب مفهومی مصرف‌کنندگان یا سایر ذینفعان. استراتژی تعیین شده در درجه اول توسط عوامل خارج از شرکت.
راهبرد به عنوان دزد دریایی - یک مانور خاص برای پیشی گرفتن از رقیب.
راهبرد به عنوان چشم‌انداز - اجرای استراتژی مبتنی بر «تئوری تجارت» یا گسترش طبیعی طرز فکر یا دیدگاه ایدئولوژیک سازمان.

## چالش‌های مربوط به اجرای راهبرد چیست؟
مشکلات مرتبط با حوزه کسب و کار اغلب زیاد و مبهم اند. مسئله‌ای که در اجرای برنامه‌های راهبردی باید مورد توجه واقع شود این است که به دلیل مهم بودن و تعیین‌کننده بودن این نوع از طرح‌ها، باید مواظب بود تا با خطرات احتمالی زیر مواجه نگشت:
- عدم تعهد مورد نیاز: شفافیت، صداقت بالا و وفاداری به خلق تحولات یاری می‌رساند. چنین چیزی به این مسئله اشاره دارد که هر میزان، قصد، دانش و …. نیازمند یک مسئول است.
- توانمندسازی نامناسب و ناکافی: با اینکه تعهد یکی از عوامل انگیزشی مناسب برای اصلاح عملکرد محسوب می‌شود، اما اجرا کنندگان طرح‌ها باید موارد دیگری چون استقلال و اختیار، مسئولیت‌پذیری و امکانات رشد کیفیت کار خود را نیز مورد توجه قرار دهند.
- توجه نکردن به اصل اجرا: عملیاتی‌سازی، اجرا و طرح‌های مرتبط با آنها، به مثابه مرحلهٔ نهایی طرح در نظر گرفته شده و در برنامه‌ریزی راهبردی مورد توجه قرار نمی‌گیرند.
- کمبود تعاملات: قطع ارتباط کارمندان با یکدیگر و در نهایت با طرح‌های برگزیده برای اجرا نتیجه اختلال در حوزه تعاملات و ارتباطات در سازمان است.
- نداشتن گزارش پیشرفت کار: عموماً سازمان‌ها شیوه‌ها و روش‌های هماهنگی را در راستای سنجش درصد پیشرفت کار اتخاذ نمی‌کنند. همچنین در حوزه اجرا میز طرح‌ها بر اساس میزان آسودگی آن مورد ارزیابی قرار می‌گیرند و نه اندازه اهمیت‌شان. از این رو کسی نمی‌تواند نشان دهد که پیشرفت آن چقدر است.
- نبود مالکیت: این مورد یکی از علل رایج ایجاد مشکل در مرحله اجراست. نپذیرفتن مسئولیت برنامه توسط افراد یا از زیر بار آن شانه خالی کردن می‌تواند اجرای آن را با مشکل مواجه سازد.
- تک‌بعدی نگریستن به برنامهٔ اجرایی: با توجه به اینکه اغلب اهداف و طرح‌های راهبردی به شکل عدد و رقم مطرح می‌شوند، از این رو در نظر گرفتن اهداف و طرح‌ها به مثابه مقاصد کمی راه حلی است تا اجرا کنندگان برنامه‌ها نگاه تک بعدی به اجرای برنامه را کنار بگذارند.